# Lheebroek
Lheebroek (52° 51′ N, 6° 26′ L) é uma cidade dos Países Baixos, na província de Drente. Lheebroek pertence ao município de Westerveld, e está situada a 14 km, a norte de Hoogeveen.
A área de Lheebroek, que também inclui as partes periféricas da cidade, bem como a zona rural circundante, tem uma população estimada em 120 habitantes.